# اوتری (ووژ)
اوتری (به فرانسوی: Autrey) یک کمون در فرانسه است که در canton of Rambervillers واقع شده‌است. اوتری ۱۷٫۴۲ کیلومتر مربع مساحت دارد ۳۲۰ متر بالاتر از سطح دریا واقع شده‌است.